# 何も言えなくて…冬
『何も言えなくて…冬』（なにもいえなくてふゆ）は、JAYWALK2枚目のコラボレーション・アルバム。2007年11月28日オーマガトキ/OAK RECORDSから発売された。

## 概要
JAY WALKの代表曲「何も言えなくて…夏」をDJ TORAがリメイクしたコラボレーション・ミニ・アルバム。

## 収録曲
1. 何も言えなくて…冬〔DJ TORA mix〕
2. Love is a many splendored thing（慕情）〔DJ TORA mix〕
3. メドレー（君にいて欲しい/見つめていたい/何も言えなくて…冬）
4. 何も言えなくて…冬～Christmas version～〔DJ TORA mix〕
5. 何も言えなくて…冬～Christmas version～〔DJ TORA mix〕（Instrumental）
6. A STARLIGHT NIGHT(Bonus Track)